# Pseudocalamobius rufipennis
Pseudocalamobius rufipennis là một loài bọ cánh cứng trong họ Cerambycidae.